# Церковь Сошествия Святого Духа (Винковци)
Церковь Сошествия Святого Духа (серб. Црква Силаска Светог Духа ) — храм Осечкопольско-Бараньской епархии Сербской православной церкви в городе Винковци в Хорватии.
Храм был построен в 1794 году. В 1811 году иконостас церкви был расписан Стояном и Яковом Недичем. В этом храме были крещены художник Сава Шуманович и автор гимна Хорватии Иосиф Рунянин. Во время Второй мировой войны церковь была разрушена и ограблена.
24 сентября 1991 года ЮНА нанесла авиаудар по Винковцам, в результате которого был повреждён католический приходской дом. На следующий день, в отместку, православная церковь была разграблена и снесена до основания. На месте храма была устроена автостоянка.
В 2001 году в арендованном здании возле разрушенной церкви возобновились православные богослужения. В 2004 году, при поддержке Министерства реконструкции Хорватии был построен приходской дом. В 2005 году в селе Стари-Микановци были найдены украденные церковные колокола. В конце августа 2007 года началось восстановление церкви. Республика Хорватия выделила 400 000 евро на реконструкцию, а церковная община потратила 25 000 евро на подготовку проектной документации. В 2012 году восстановленная церковь была освящена епископом Лукианом (Владуловым).